# دراويش (نينوى)
الدراويش قرية شبكية تقع في ناحية بعشيقة التابعة لمحافظة نينوى. بلغ عدد سكانها 10 آلاف نسمة بحسب إحصاء 2017 أغلبهم من الشبك ونسبة من المسيحيين الكلدان.
تاسست القرية في سنة 1950 وكانت خارج تخطيط الضواحي الشرقية لمدينة الموصل، لكن بعد 2003 أصبحت قرية رسمية لها مركز صحي ومختار للقرية ووجهاء للقرية. تحد القرية قرية بشير بوخ او باچار بوخ
تعرضت القرية إلى تفجيرات في عام 2010 من قبل تنظيم داعش مما دفع أهالي القرية إلى الهجرة إلى المجمعات السكنية العشوائية. وفي عام 2014 بعد أحداث معركة الموصل وسيطرة الإرهابيين عليها هجر الشبك والتركمان وهجر معهم أهالي قرية الدراويش. وفي عام 2016 عادت الحياة إلى القرية بعد تحريرها من التكفيريين وعاد أهالي القرية إليها، وتم جلب الخدمات لهم واعتبارهم قرية تابعة إلى ناحية بعشيقة.